# Melittia auriplumia
Melittia auriplumia là một loài bướm đêm thuộc họ Sesiidae. Loài này có ở Cộng hòa Congo và Uganda.